# Senses Fail
I Senses Fail sono una band post-hardcore statunitense formatasi a Ridgewood, New Jersey nel 2002.

## Storia del gruppo

### Formazione e primo EP (2002-2003)
I Senses Fail si formarono nel 2002, dopo che Buddy Nielsen pubblicò un annuncio in Internet per cercare persone per formare una band. All'annuncio rispose Dan Trapp, solo quindicenne all'epoca, che portò con sé Dave Miller, James Gill e Garrett Zablocki. La formazione fu poi completata da Mike Glita, ex batterista dei Tokyo Rose.
La band prese la propria influenza musicale dal punk e dall'hardcore e unirono le sonorità tipiche di questi generi alla poesia, alle emozioni, alla letteratura, alla religione, alla filosofia e alla spiritualità per creare il proprio genere. Lo stesso nome della band deriva dalla credenza buddhista del Nirvana.
(Buddy Nielsen)
Si costruirono una discreta fama suonando in qualsiasi concerto dagli skate park ai club alle chiese entrarono in studio e registrarono. La loro prima pubblicazione, From the Depths of Dreams, era un EP con sei tracce che fu pubblicato il 16 agosto 2002 dall'etichetta ECA. Originariamente doveva avere solo tre tracce, ma poi vennero aggiunte altre tre tracce per volere su sollecitazione del produttore John Naclerio. L'EP ebbe un buon successo e attirò l'attenzione di molte case discografiche. Firmarono un contratto con la Drive-Thru Records e ripubblicarono l'EP il 29 aprile 2003, con due nuove tracce, un missaggio migliore e una nuova copertina. Dopo la ripubblicazione, l'EP ebbe un nuovo grande successo e vendette abbastanza copie per raggiungere la posizione n. 144 nella Billboard 200. Come supporto al loro EP, intrapresero un tour con Finch, The Used, Millencolin e The Starting Line.

### Let It Enfold You(2004-2005)
La band cominciò a lavorare al proprio album di debutto all'inizio del 2004. Lavorarono con il produttore Steve Evetts (Saves the Day, A Static Lullaby, Every Time I Die) sotto l'etichetta Vagrant Records.

Il titolo dell'album viene da un poema scritto da Charles Bukowski. Il cantante della band ha affermato 
Let It Enfold You venne pubblicato il 7 settembre 2004. L'album ha venduto più di 300 000 copie.
Dall'album vennero estratti due singoli: Buried a Lie e Rum Is for Drinking, Not for Burning. Il video per Buried a Lie venne girato sul set di una soap opera intitolata Guiding Light. La madre di Nielsen girò il video e fece da tramite tra i Senses Fail e la soap opera in cui lei aveva recitato. La pubblicazione del video segnò un nuovo successo per la band. Durante questo periodo, fecero molte interviste con Kerrang!, Rolling Stone, Spin e conquistarono la copertina di Alternative Press.
L'album venne ripubblicato nel novembre 2005, con l'aggiunta di bonus tracks: le versioni acustiche delle canzoni, una traccia mai pubblicata e la cover di Istitutionalized dei Suicidal Tendencies. L'album aveva, inoltre, una nuova copertina.
Nel 2005, la band annunciò, tramite il proprio sito internet, l'abbandono del chitarrista Dave Mille, che venne rimpiazzato da Heath Saraceno, precedentemente chitarrista e cantante dei Midtown.

### Still Searching(2006-2007)
Dopo una pausa dalle tournée, e con una nuova formazione, i Senses Fail cominciarono a scrivere nuove tracce per il loro secondo album in studio. Il nuovo album, intitolato Still Searching, venne prodotto da Brian McTernan (Thrice, Cave In) e mixato by Chris Lord-Alge. Questo album è meno aggressivo rispetto ai lavori precedenti della band e risulta essere più emotivo. Riguardo agli argomenti delle nuove canzoni, Nielson spiegò:
(Buddy Nielsen, intervista di Vagrant)
Per promuovere il nuovo album, la band partecipò nuovamente al Taste of Chaos. Nel 2006, parteciparono al Taste of Chaos International, e nel 2007 Senses Fail tornarono nel Nord America per il Taste of Chaos tour del 2007. Nell'estate 2007, parteciparono ad alcune date del Zumiez Couch Tour, assieme ai From Autumn to Ashes. Nel 2006 intrapresero un tour con Saosin e Bleeding Through come gruppi spalla. Il 5 ottobre 2007, Senses Fail intrapresero un tour coi New Found Glory, che toccò 33 città degli Stati Uniti che partì da Las Vegas, Nevada. I Set Your Goals parteciparono al tour come gruppo spalla. Il tour terminò il 24 novembre 2007, a San Diego, California.
Il 13 nomebre 2007, i Senses Fail pubblicarono una versione deluxe di Still Searching, che includeva:
- Una nuova copertina.
- Un DVD con il dietro le quinte e video del tour fatto in autunno dalla band.
- Due brani precedentemente pubblicati solo in download digitale.
- Tre canzoni inedite.
- Una cover della canzone Salvation dei Cranberries.[6]

L'8 dicembre 2007, il bassista Mike Glita lasciò la band per dedicarsi al gruppo Knights in Paris. Annunciò inoltre, sul profilo ufficiale di Myspace, che aveva fondato un gruppo chiamato Love Automatic.
Il brano Can't Be Saved venne inserito nella colonna sonora del videogioco Guitar Hero III: Legends of Rock. Un altro singolo, Calling All Cars, è inserito nel videogioco Burnout Paradise.

### Life Is Not a Waiting Room(2008-2009)
Il terzo album, Life Is Not a Waiting Room, venne pubblicato il 7 ottobre 2008 con l'etichetta Vagrant, e il gruppo partì per un tour il giorno successivo. Il 21 novembre, i Senses Fail parteciparono ad un'intervista online con Ultimate Guitar, riguardo all'evoluzione della band, al nuovo bassista e al nuovo album.
Il 30 giugno 2009, venne annunciato che il chitarrista Heath Saraceno avrebbe lasciato la band dopo il Warped Tour. Nel comunicato si legge: «Ho condiviso fantastici momenti con questi ragazzi nei quattro anni passati con loro. Abbiamo registrato due album di cui sono molto orgoglioso, partecipato a tour in giro per il mondo e negli Stati Uniti un'infinità di volte, e ho stretto amicizia con gente che non avrei mai conosciuto in altro modo. Questi ragazzi del Jersey (e Atlanta passando per la Florida) sono diventati i miei amici più cari e mi mancherà non vederli più spesso come prima.».

### The Fire(2010)

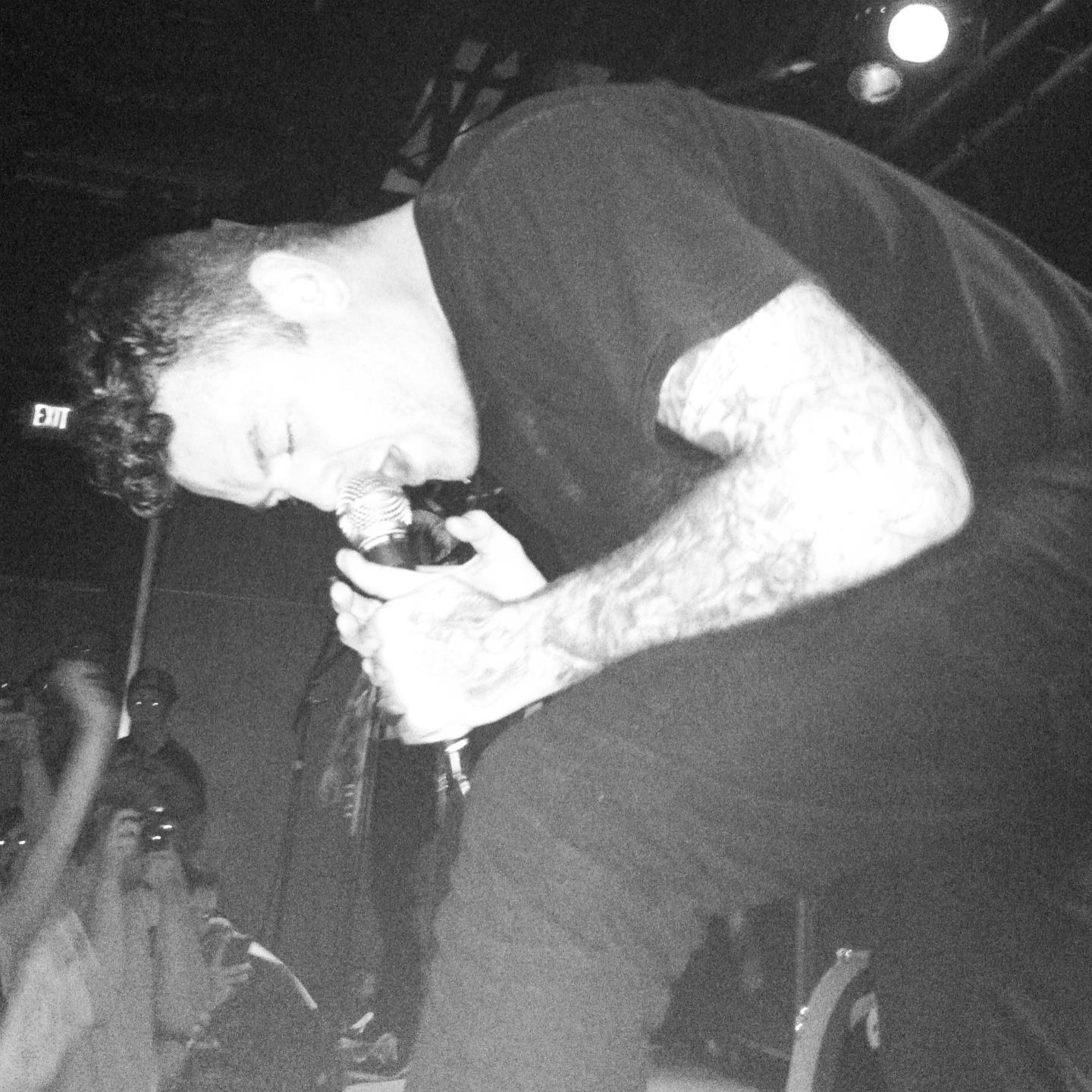
Buddy Nielsen dal vivo nell'aprile 2013

La band cominciò a registrare il nuovo album, intitolato The Fire, ai Salad Days Studio con Brian McTernan nel giugno 2010, sperando di riuscire a pubblicarlo alla fine dell'album. The Fire fu pubblicato nel Regno Unito il 25 ottobre 2010 con l'etichetta Hassle Records e nel resto del mondo con l'etichetta Vagrant Records. Le tracce di chitarra dell'album non sono suonate da Zack Roach, che rimpiazzava Heath Saraceno, ma è invece Garrett Zablocki ad aver registrato entrambe le parti di chitarra, come descritto nel booklet del CD. Nel febbraio 2011, Garrett Zablocki lasciò la band per tornare al college, nonostante continuasse a comporre musiche per film.

### Follow Your Bliss: The Best of Senses Fail(2012)
il 13 luglio 2011, i Senses Fail pubblicarono un post sulla propria pagina Facebook in cui affermavano: «Stiamo scrivendo nuove canzoni e allenando per lo show di questo weekend.» facendo intendere che il lavoro sul nuovo album era iniziato. La band ha inoltre postato delle foto sul proprio profilo Instagram e Twitter di loro in studio, mentre registrano il nuovo album.
I Senses Fail annunciarono che avrebbero intrapreso un tour con Stick to Your Guns, Make Do and Mend, e The Story So Far nel novembre 2011.
La band quindi pubblicò The Fire in versione vinile con l'etichetta Mightier Than Sword Records.
Pubblicarono la raccolta Follow Your Bliss: The Best of Senses Fail che includeva un CD con brani presenti negli album precedenti e un EP con quattro tracce inedite. L'album venne pubblicato il 19 giugno 2012, limitato a 10,000 copie.
Il 15 giugno, venne estratto il singolo War Paint.

### Renacer(2013-2014)
Buddy disse, in un'intervista durante il Warped Tour 2012, che la band avrebbe registrato un nuovo album nel novembre dello stesso anno.
Il nuovo album venne intitolato Renacer e venne pubblicato il 26 marzo 2013. Il 4 febbraio 2013, venne pubblicato il primo singolo Mi Amor insieme all'annuncio dell'apertura delle pre-ordinazioni per l'album. Il 1º marzo 2013, i Senses Fail pubblicariono il secondo singolo intitolato The Path.
Il 5 maggio 2014 viene annunciato che Chris Hornbrook avrebbe rimpiazzato Dan Trapp nel tour del 10º anniversario di Let It Enfold You.

### Pull the Thorns From Your Heart(2014-2015)
Il 15 settembre 2014 il gruppo firma un contratto con la Pure Noise Records. Il 10 novembre successivo, il gruppo annuncia l'inizio delle registrazioni di Pull the Thorns From Your Heart, pubblicato il 30 giugno 2015. L'album è stato anticipata dal singolo The Importance of the Moment of Death, pubblicato il 29 aprile 2015.
Il 3 marzo 2015 viene pubblicato uno split-EP realizzato con i Man Overboard.

### Hell Is in Your Head(2022-presente)
Il 15 luglio 2022 è uscito l'ottavo album Hell Is in Your Head, anticipato dai singoli Lush Rimbaugh, Death by Water, I’m Sorry I’m Leaving e End of the World / A Game of Chess (con Connie Sgarbossa dei SeeYouSpaceCowboy).

## Formazione
Attuale
- Buddy Nielsen – voce (2002-presente)
- Zack Roach – chitarra, cori (2009-presente)
- Matt Smith – chitarra, cori (2011-presente)
- Jason Black – basso (2008-presente)
- Chris Hornbrook – batteria, percussioni (2014-presente)

Ex-componenti
- Garrett Zablocki – chitarra, cori (2002-2011)
- Dave Miller – chitarra (2002-2005)
- James Gill – basso (2002)
- Mike Glita – basso, cori (2002-2008)
- Heath Saraceno – chitarra, voce (2005-2009)
- Dan Trapp – batteria, percussioni (2002-2014)

## Discografia
- 2004 – Let It Enfold You
- 2006 – Still Searching
- 2008 – Life Is Not a Waiting Room
- 2010 – The Fire
- 2013 – Renacer
- 2015 – Pull the Thorns from Your Heart
- 2018 – If There Is Light, It Will Find You
- 2022 – Hell Is in Your Head